# 소련의 여자 가수 목록
다음은 소련의 여자 가수 목록이다.

## 가
- 안나 게라시모바

## 나
- 할리마 노시로바

## 다
- 니나 도르다
- 라리사 돌리나
- 베로니카 돌리나

## 라
- 린다

## 마
- 엘레나 막시모바

## 바
- 록사나 바바얀
- 알라 바야노바
- 라이마 바이클레
- 니나 브로드스카야
- 잔나 비쳅스카야
- 옥사나 빌로지르

## 사
- 헬기 살로

## 아
- 이리나 아르키포바
- 이리나 알레그로바
- 바드마한다 아유셰바
- 알라 압돌로바
- 바르노 이스하코바
- 올레나 이오노바
- 알라 이오슈페

## 차
- 랼랴 초르나야

## 카
- 스베틀라나 코필로바

## 타
- 발렌티나 톨쿠노바

## 파
- 이나 피바스

## 하
- 크세니아 헤오르기아디